# Теплічка-над-Вагом
Теплічка-над-Вагом (словац. Teplička nad Váhom) — село, громада округу Жиліна, Жилінський край, регіон Горне Поважіє. Кадастрова площа громади — 10,88 км².
Населення 4238 осіб (станом на 31 грудня 2018 року).

## Історія
Теплічка-над-Вагом згадується 1267 року.

## Населення
| Рік:            | 1994. | 2004.   | 2014.    | 2024.   |
| --------------- | ----- | ------- | -------- | ------- |
| Кількість осіб: | 3275  | 3413    | 4040     | 4389    |
| Різниця:        |       | +4,21 % | +18,37 % | +8,63 % |

| Рік:            | 2023. | 2024.   |
| --------------- | ----- | ------- |
| Кількість осіб: | 4406  | 4389    |
| Різниця:        |       | -0,38 % |